# Јоргос Балакакис
непознато
Јоргос Балакакис (грч. Γεώργιος Βαλακάκης) је био грчки мачеваоц који се такмичио на првим Олимпијским играма 1896. у Атини
Учествовао је у дисциплини флорет за аматере. У својој квалификационој групи Б био је последњи од четири учесника јер је изгубио све мечеве од остале тројице: Француза Ежен Анри Гравелота и два Грка Атанасиоса Вуроса и Костантиноса Комниоса- Милиотиса. У укупном пласману поделио је седмо место са Јоанисом Пулосом последњим из друге групе.

### Група Б
| Меч | Победник                           | Резултат | Поражени               |
| --- | ---------------------------------- | -------- | ---------------------- |
| Б1  | Костантинос Комниос Милиотис Грчка | 3-1      | Јоргос Балакакис Грчка |
| Б3  | Атанасиос Вурос Грчка              | 3-1      | Јоргос Балакакис Грчка |
| Б5  | Ежен Анри Гравелот Француска       | 3-1      | Јоргос Балакакис Грчка |